# ساكن آل هاشم

تعديل مصدري - تعديل

ساكن آل هاشم هي إحدى قرى عزلة جعار بمديرية خنفر التابعة لمحافظة أبين، بلغ تعداد سكانها 59 نسمة حسب تعداد اليمن لعام 2004.